# Médavy
Médavy é uma comuna francesa na região administrativa da Normandia, no departamento Orne. Estende-se por uma área de 4,3 km². Em 2010 a comuna tinha 158 habitantes (densidade: 36,7 hab./km²).